# Calpurnia (groupe)
Pour les articles homonymes, voir Calpurnia.
Calpurnia est un groupe de rock indépendant canadien, originaire de Vancouver et fondé en 2017. Il réunit 4 adolescents : Malcolm Craig, Ayla Tesler-Mabe, Jack Anderson et Finn Wolfhard. Le groupe se sépare en novembre 2019.

## Discographie

### EP
- 2018 : Scout

### Singles
- 2018 : City Boy
- 2018 : Louie
- 2018 : Greyhound
- 2018 : Say It Ain't So (Weezer cover)
- 2018 : Blame
- 2018 : Wasting Times
- 2018 : Waves
- 2019 : Cell